# Totouwa Depaune
Totouwa Depaune – nauruański polityk. 
W latach 50. XX wieku, był członkiem Lokalnej Rady Samorządowej Nauru (wówczas, reprezentował okręg wyborczy Buada). Po uzyskaniu przez Nauru niepodległości, pełnił funkcję ministra pracy i robót publicznych (w parlamencie).